# نبش

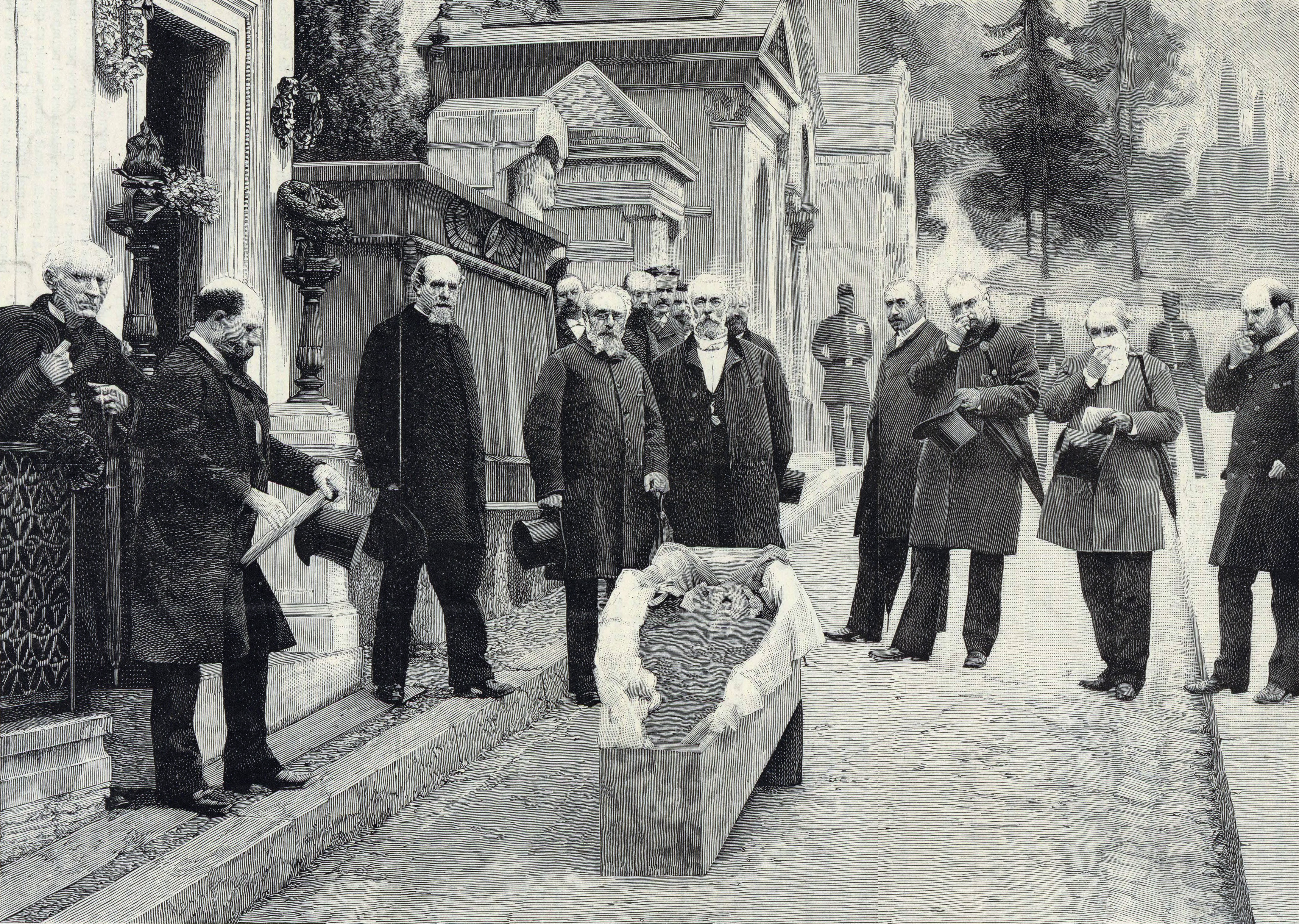
نبش رفات جواكيون روسيني عام 1887.

النبش أو الانتباش هو العمل الذي تُخرج فيه الجثة من القبر.
يمكن أن يكون الدافع وراء النبش تدنيس القبر أو قانونيًا ( تشريح الجثة ونقل الرفات). لا يزال من الممكن التذرع بأسباب قانونية أخر، كما في حالة إخراج جثة البابا فُرموس.
يمكن أيضًا أن يكون نبش القبور عملاً رسميًا بموجب عملية التطويب.